# European Professional Football Leagues
European Professional Football Leagues (eller EPFL) er en interesseorganisation, som blev stiftet i 1997 under navnet Association of the European Union Premier Professional Football Leagues (eller EUPPFL) og skiftede senere navnet ud med det nuværende. Organisationen repræsenterer de førende professionelle fodbold ligaer i Europa, hvilket inkluderer flere hundrede professionelle fodboldklubber, der via en formel aftale med UEFA har fem EPFL repræsentanter i Professional Football Committee (en UEFA komitee, som består af ligaer) og gennem den nyligt dannede UEFA Leagues and FIFPro Panel. Det administrative kontor (siden 2004) ligger i Nyon, Schweiz og den nuværende formand er Premier Leagues formand Sir David Richards, mens general manager er Emanuel Macedo de Medeiros.
Gruppen ønsker at opnå større kontrol med hvordan både UEFA og FIFA afvikler deres internationale turneringer og har tidligere talt om at danne deres egen europæiske turneringer udenom UEFA. EPFL ønsker at få plads i UEFA og FIFAs executive committees, da medlemmerne ikke føler de bliver anerkendt og hørt til trods for at 88% af fodboldens indtjening kommer fra de nationale ligaer. Hvorimod G14s indflydelse er på retur efter UEFAs dannelsen af European Club Forum, så er EPFLs indflydelse og ønsker derimod steget de seneste par måneder – blandt andet gennem Premier Leagues underskrivelse af en lukrativ tre-årig tv-aftale.

## EPFLs medlemmer
EPFL repræsenterer i øjeblikket godt 600 professionelle fodboldklubber i 15 nationale ligaer. En national professionel liga inkluderer generelt de professionelle klubber i den bedste og næstbedste række, men kan visse steder også være lavererangerende professionelle klubber. Yderligere syv ligaer er planlagt at blive inkluderet i organisationen i løbet af efteråret 2007, så organisationen fremover vil tælle 22 europæiske ligaer. Schweiz (Schweizer Fußballliga) har tidligere været med i gruppen i stedet for Skotland.
Nuværende medlemmer
- Belgien (Ligue Professionnelle de Football)
- Danmark (Divisionsforeningen)
- England (Premier League)
- Finland (Jalkapalloliiga)
- Frankrig (Ligue de Football Professionnel)
- Grækenland (Hellenic Football League)
- Holland (Eredivisie)
- Irland (FAI National League)
- Italien (Lega Nazionale Professionisti)
- Portugal (Liga Portuguesa de Futebol Profissional)
- Skotland (Scottish Premier League og Scottish Football League)
- Spanien (Liga Nacional de Futbol Profesional)
- Sverige (Foreningen Svensk Elitfotboll)
- Tyskland (Deutsche Fußball Liga)
- Østrig (Österreichische Fußball-Bundesliga)